# 퍼플렉시티 AI
Perplexity.ai 또는 퍼플렉시티 AI(Perplexity AI)는 자연어 예측 텍스트를 사용하여 쿼리에 답변하는 AI 기반 연구 및 대화형 검색 엔진이다. 2022년에 출시된 퍼플렉시티는 웹 소스를 사용하여 답변을 생성하고 텍스트 응답 내의 링크를 인용한다. 퍼플렉시티는 프리미엄 모델에서 작동한다. 무료 제품은 자연어 처리(NLP) 기능을 통합한 회사의 독립형 LLM(대형 언어 모델)을 사용하는 반면, 유료 버전 퍼플렉시티 프로(Perplexity Pro)는 GPT-4, 클로드 3.5, 미스트랄(Mistral) Large, LLaMA 3 및 Experimental Perplexity Model에 액세스할 수 있다. 2024년 1분기에는 월간 사용자가 1,500만 명에 도달했다.